# Frédéric Kassoyan
Frédéric Kassoyan, né le 8 mai 1956 à Marseille, est un footballeur français.

## Biographie
Frédéric Kassoyan est formé à Saint-Antoine à Marseille, avant de rejoindre la réserve de l'Olympique de Marseille pour une saison. Il débute en deuxième division lors de la saison 1975-1976 avec le FC Sète. 
Il joue ensuite en deuxième division à l'Olympique avignonnais de 1976 à 1977, à l'US Toulouse de 1977 à 1978, et au FC Martigues de 1978 à 1980. Il évolue ensuite en troisième division au SC Toulon de 1980 à 1981, et en quatrième division à l'AS aixoise de 1981 à 1982, puis dans les divisions inférieures à Montredon. 
Il joue en tout 117 matches en deuxième division, pour 45 buts inscrits. Il marque notamment 14 buts en 1975-1976 et 13 buts en 1978-1979.